# Fujin Road
Fujin Road (富锦路S, Fùjǐn LùP) è una stazione e capolinea nord della linea 1 della metropolitana di Shanghai.

## Storia
La stazione è stata attivata il 29 dicembre 2007, come capolinea della più recente estensione verso nord della linea 1.

## Servizi
La stazione dispone di:
- Accessibilità per portatori di handicap
- Ascensori
- Scale mobili
- Emettitrice automatica biglietti
- Videosorveglianza

## Interscambi
- Fermata autobus 172 · 552
- Parcheggio di scambio